# Krulwilg
Krulwilg (Salix babylonica 'Tortuosa'), ook bekend als kronkelwilg of Chinese wilg is een cultivar van treurwilg (Salix babylonica). 

## Determinatie
Krulwilg groeit doorgaans uit tot kleine boom en bereikt een hoogte tot ± 12 m. De takken en twijgen zijn bochtig gedraaid. De gekrulde bladeren zijn smal, lichtgroen en ongeveer 4–10 cm lang en 1–2 cm breed. De plant bloeit in de lente. 